# 심전기
심전기(沈佺期, 656년 ~ 714년)는 중국 당나라의 궁정시인이다. 초당(初唐) 때의 송지문, 성당(盛唐) 때의 이백 · 두보, 중당(中唐) 때의 한유 · 백거이와 함께 당 시대 대표적인 궁정시인이다.
자는 운경(雲卿), 허난성[河南省] 상저우[相州] 네이황[內黃] 출신이다. 송지문(宋之問)과 함께 초당시대 측천무후(則天武后)의 궁정시인(宮廷詩人)이었다.

## 생애
당나라 초기 상주(相州) 내황(內黃) 사람. 자는 운경(雲卿)이다. 고종(高宗) 상원(上元) 2년(675) 진사에 급제했다. 무측천 장안(長安) 연간에 거듭 승진하여 통사사인(通事舍人)에 올라 『삼교주영(三敎珠英)』 편찬에 참여했다. 협률랑(協律郞)을 거쳐 급사중(給事中)과 고공원외랑(考功員外郞)에 올랐다. 중종(中宗) 신룡(神龍) 초에 장역지(張易之)에게 아첨한 죄로 중종 때 환주(驩州)로 유배되었다. 나중에 불려 기거랑(起居郞)에 오르고 수문관직학사(修文館直學士)가 더해져 항상 궁중의 연회에 참여했다.
이후, 중서사인(中書舍人)과 태자첨사(太子詹事)를 역임했다. 시를 잘 지었고, 7언시에 능해 처음으로 7언율시 체제를 완성했다. 송지문과 함께 ‘심송(沈宋)’이라 병칭되고, 초당사걸(初唐四傑)의 뒤를 계승하여 율시라는 새로운 시형(詩型)의 운율을 완성시켰다. 7언율시 「고의(古意)」는 『당시선(唐詩選)』에도 수록이 될 정도로 유명하다.— 심전기 <沈佺期> (중국역대인명사전, 2010. 1. 20., 임종욱, 김해명)

중국 初唐(초당)의 시인. 자 雲卿(운경). 相州 內黃(상주 내황) 사람. 宋之問(송지문)과 함께 武后(무후)의 宮廷詩人(궁정시인)이었으며, 考功郞給事中(고공랑급사중)으로 한때 좌천되었다가 起居郞(기거랑), 修文館直學士(수문관직학사), 太子少詹事(태자소첨사)를 역임했다. 5언율시를 잘 지어 송지문과 함께 ‘沈宋體(심송체)’라는 詩型(시형)을 이루었고, 六朝(육조)의 沈約(심약)이나 庾信(유신)의 음률적인 관심을 계승하여, 아름다운 율시를 짓고 문단의 중진이 되어 율시의 형식 확립에 큰 공헌을 했으며, ‘시집[3권]’이 있다.— 심전기 <沈佺期> (한시작가작품사전, 2007. 11. 15.)

## 작품

### 7言絶句詩 (7언절구시)
- 망산(邙山, 북망산)

北邙山上列墳塋 萬古千秋對洛城 城中日夕歌鍾起 山上惟聞松柏聲.
(북망산상열분영 만고천추대낙성 성중일석가종기 산상유문송백성)
북망산의 총총한 무덤들, 영원히 낙양성을 바라보고 있는데,
성 안에는 밤낮으로 풍악 소리 일지만, 산 위에서는 오직 송백에 스치는 바람 소리뿐일세.
- 망산 [邙山] - 북망산 (한시작가작품사전, 2007. 11. 15.)

### 5言律詩 (5언율시)
- 무산(巫山)

巫山高不極 合沓狀奇新 暗谷疑風雨 陰崖若鬼神
月明三峽曉 潮滿九江春 爲問陽臺客 應知入夢人.
(무산고불극 합답상기신 암곡의풍우 음애약귀신
월명삼협효 조만구강춘 위문양대객 응지입몽인)
무산이 아주 높은 건 아니지만, 봉우리 겹쳐 그 모양 새롭고 기이하네.
어두운 골짜기는 풍우가 서린 듯하고, 음침한 언덕들은 귀신이 나올 것 같구나.
달 밝은 삼협의 새벽, 밀물 가득한 봄 동정호.
양대에 놀던 양왕에게 물어야만, 응당 꿈속에 나타났던 무산선녀를 알 수 있으리라.
- 무산 [巫山] - 무 산 (한시작가작품사전, 2007. 11. 15.)
- 야숙칠반령(夜宿七盤嶺) - 밤에 칠반령에서 묵다

獨遊千里外 高臥七盤西 曉月臨牀近 天河入戶低
芳春平仲綠 淸夜子規啼 浮客空留聽 褒城聞曙鷄.
(독유천리외 고와칠반서 효월임상근 천하입호저
방춘평중록 청야자규제 부객공류청 포성문서계)
천리 밖을 혼자 유람하다가, 칠반령 서쪽 높은 곳에서 묵네.
새벽달은 창 앞에 가까이 다가오고, 은하수는 문에 들어 나직하네.
꽃 피는 봄이라 평중이 푸르고, 맑은 밤에 소쩍새는 피나게 우는구나.
떠도는 나그네라 부질없이 듣고 있노라니, 어느새 포성의 새벽 닭 울음소리 들려오네.
- 야숙칠반령 [夜宿七盤嶺] - 밤에 칠반령에서 묵다 (한시작가작품사전, 2007. 11. 15.)

## 같이 보기
- 심약
- 무측천
- 당 중종
- 이백
- 두보
- 한유
- 백거이
- 심기제

## 참조
- 《중국역대인명사전》
- 《한시작가작품사전》